# Acteon juvenis
Acteon juvenis är en snäckart som beskrevs av Dall 1927. Acteon juvenis ingår i släktet Acteon och familjen Acteonidae. Inga underarter finns listade i Catalogue of Life.